# Ida von Lüttichau

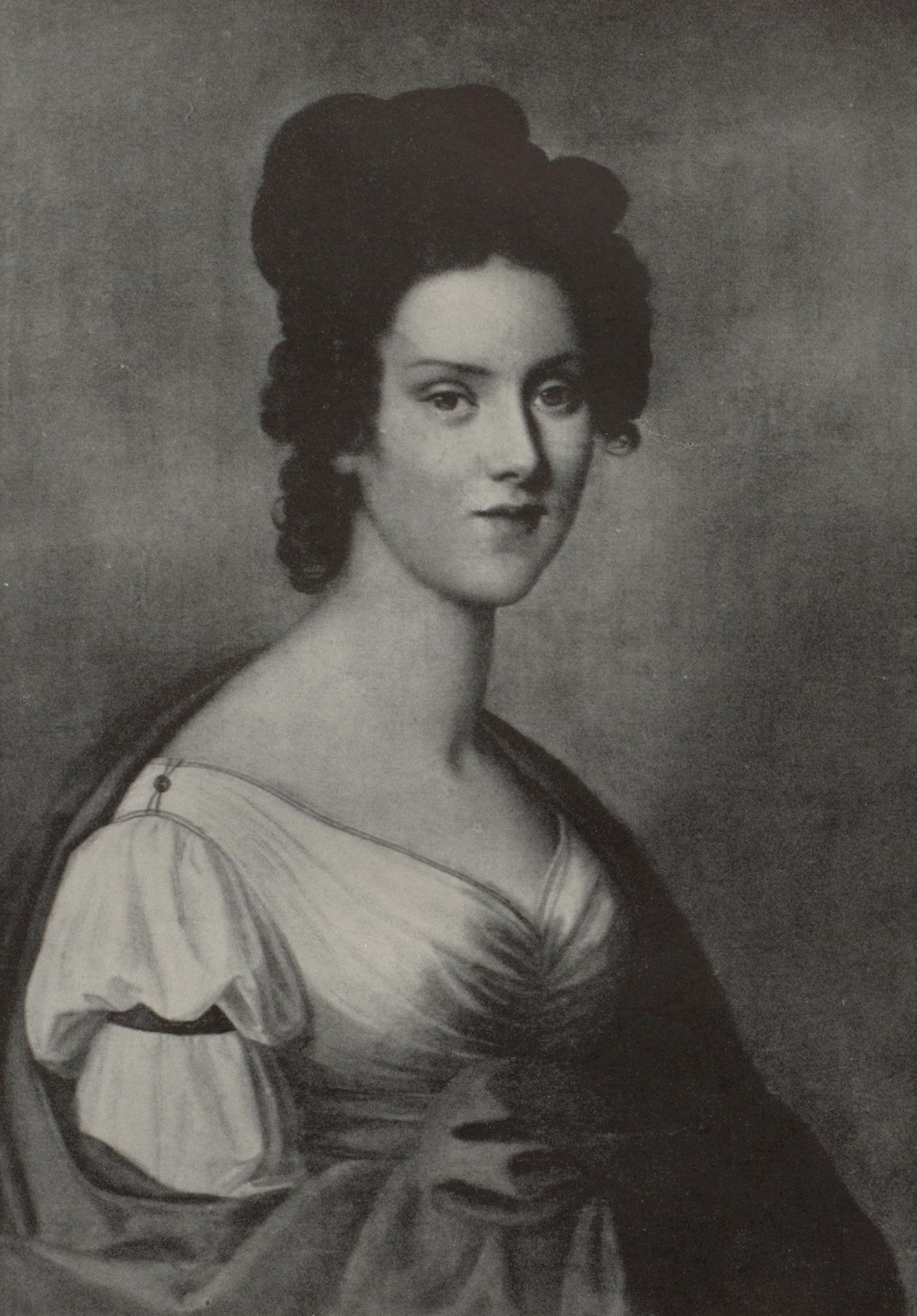
Ida von Lüttichau

Ida von Lüttichau (* 30. Mai 1798 in Sellin, Neumark; † 1. Februar 1856 in Dresden) war eine deutsche Mäzenin und Künstlerin.

## Leben

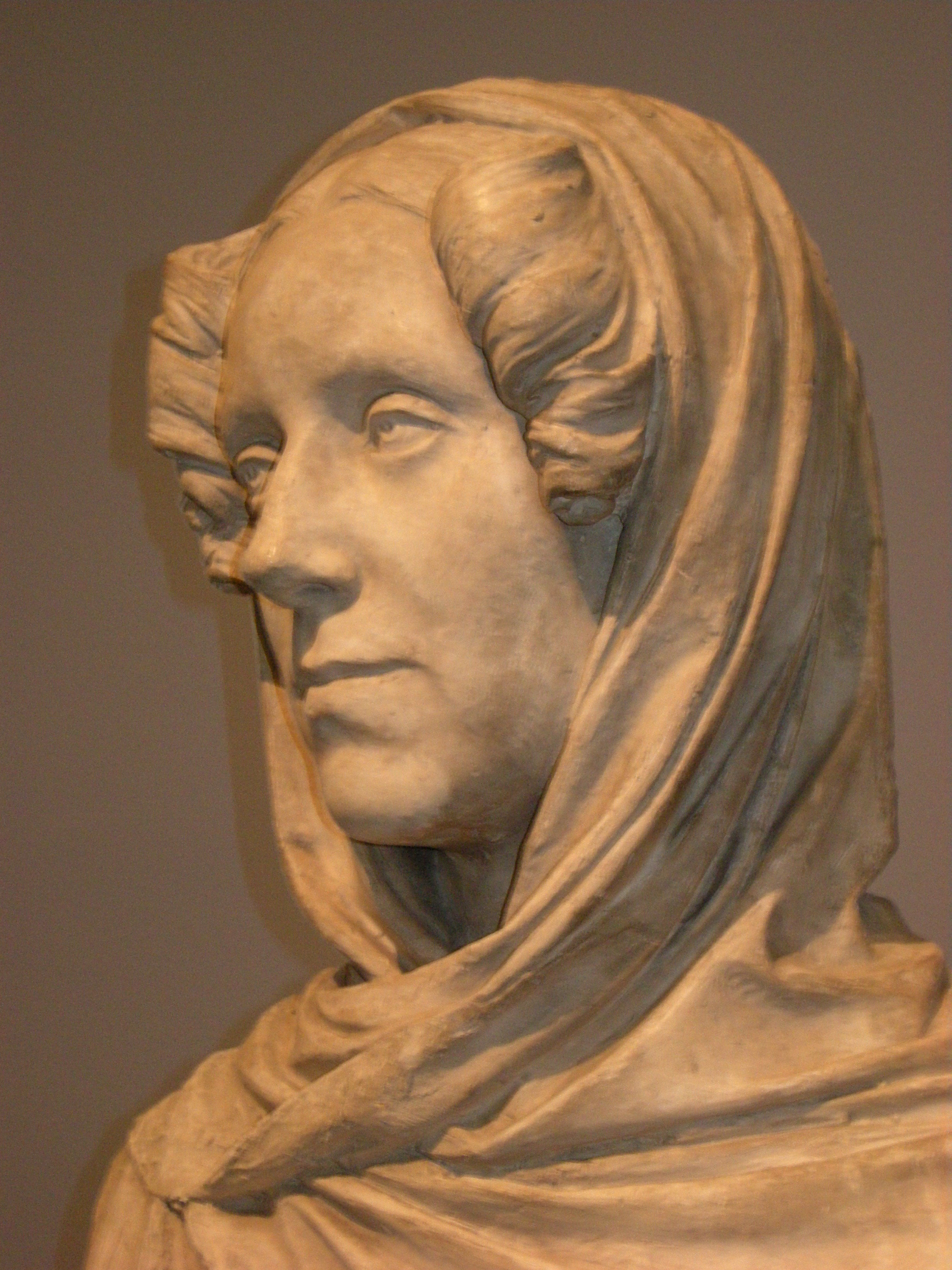
Ernst Rietschel: Ida von Lüttichau (Gipsbüste)

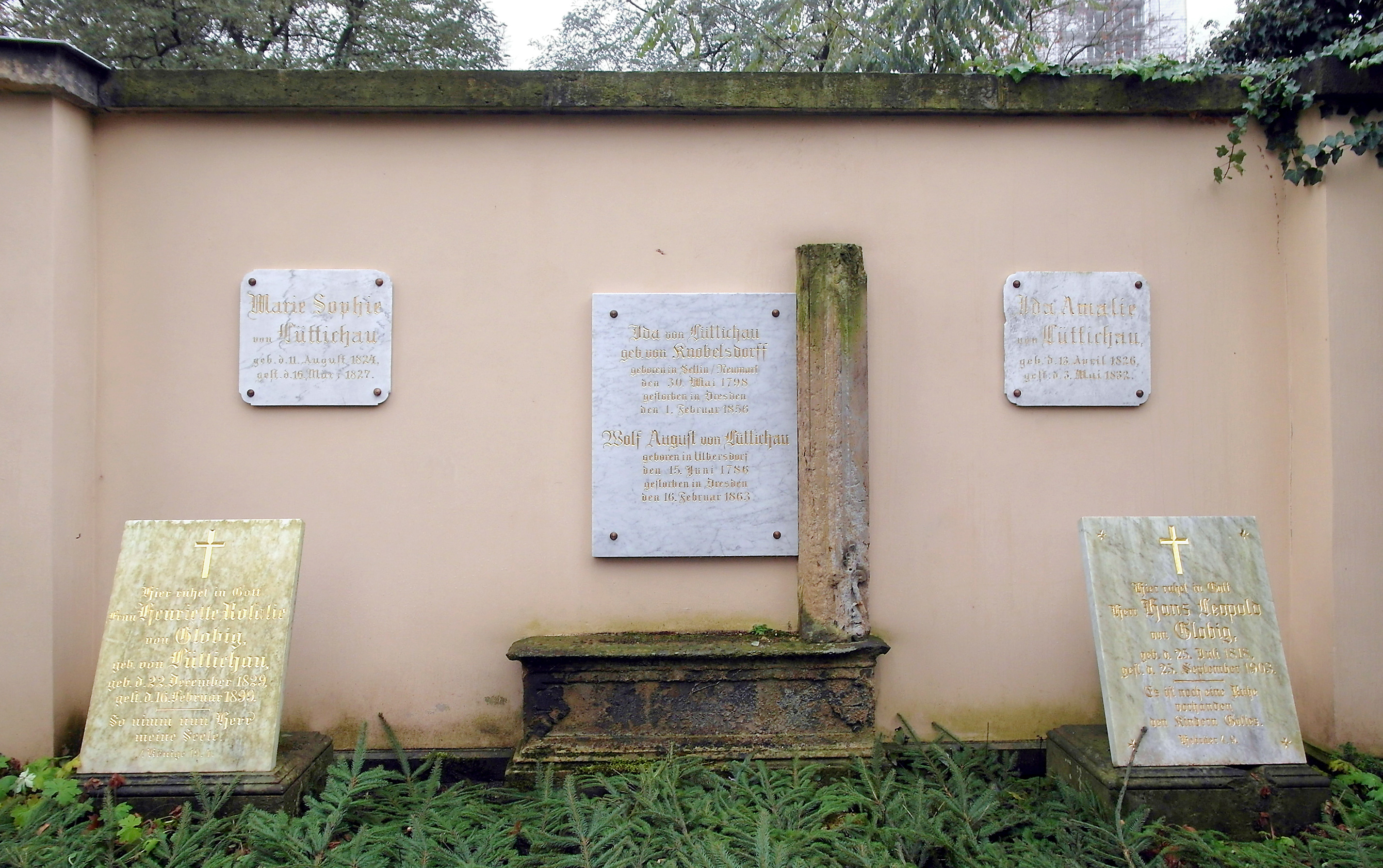
Familiengrab Ida und Wolf Adolf August von Lüttichau auf dem Trinitatisfriedhof

Ida von Lüttichau wurde als Tochter des Königlich Preußischen Landrats des Königsberger Kreises Carl Christoph Gottlob von Knobelsdorff geboren. Sie erhielt eine vielseitige und tiefgründige private Ausbildung in Sprachen, Literatur, Philosophie, Malerei und Musik. Im Jahr 1818 heiratete sie Wolf Adolf August von Lüttichau, der ab 1824 Generaldirektor des Königlich Sächsischen Hoftheaters in Dresden wurde.
Sie setzte sich erfolgreich ein für die Berufung des Dichters Ludwig Tieck zum Dramaturgen am Hoftheater und gehörte in der Folge zu seinem literarischen Kreis. Ida von Lüttichau kam in engen Kontakt mit vielen Künstlern, Wissenschaftlern und geistigen Größen ihrer Zeit wie zum Beispiel  Carl Maria von Weber, Karl Friedrich Schinkel, Friedrich von Raumer (mit ihm war sie über 20 Jahre eng befreundet), Sarah Austin, Felix Mendelssohn Bartholdy, Dorothea Tieck, Adelheid Reinbold, Ida Gräfin Hahn-Hahn, Giacomo Meyerbeer, Karl Gutzkow, Bernhard von Lindenau, und Johann Wilhelm Löbell. Der Universalgelehrte Carl Gustav Carus, zu dem sie eine intensive geistige Beziehung entwickelte, wurde ab 1844 ihr Leibarzt.
Ida von Lüttichau übte großen Einfluss auf das Wirken ihres Ehemannes als Generalintendant der Königlich-sächsischen musikalischen Kapelle und der Hofbühne aus. Sie unterstützte ihn unter anderem bei der Auswahl von Theaterstücken und der Anstellung neuer Mitglieder in der Kapelle und am Theater. Im Jahr 1830 errichteten sie und ihr Ehemann das Palais Lüttichau, das sie auch bewohnten. Richard Wagner widmete Ida von Lüttichau seine 1843 in Dresden uraufgeführte Oper Der Fliegende Holländer.
Ida von Lüttichau starb an einem Gehirnschlag und wurde auf dem Dresdner Trinitatisfriedhof beigesetzt. Ernst Rietschel schuf kurz nach ihrem Tod eine Büste von ihr.

## Bedeutung
Lebenslang betrieb Ida von Lüttichau philosophische, psychologische und religiöse Studien, hielt ihre Überlegungen auf Tagebuchblättern und in  Gedankenbüchern  fest, fertigte Exzerpte aus Büchern verschiedener Sprachen an und führte umfangreiche Briefwechsel. In Zeugnissen wird die offenbar einhellige hohe Wertschätzung von Zeitgenossen deutlich. Eigene Veröffentlichungen lehnte sie jedoch konsequent ab. Die von ihr verfassten Briefe (bzw. diejenigen der Briefpartner) sind zum größten Teil noch nicht aufgefunden worden. Ihre Gedankenbücher befinden sich im Goethe- und Schiller-Archiv.
„In Ida v. Lüttichaus Aufzeichnungen zeigt sich scheues, tastendes Reflektieren und Formulieren, das jedoch kaum aus mangelnder innerer Klarheit kommt, eher aus dem steten Bemühen um  Achtsamkeit für feinste Lebensregungen in sich und anderen. Um die Zwischentöne ging es ihr, denn nur dort sah sie Wahrheit der Seele, – nicht in dichotomen Festlegungen. Ihre bei aller Verhaltenheit tiefe Gewißheit um die eigenen Empfindungen und Einschätzungen unterscheidet ihre soziale Achtsamkeit von jener einseitig am Gegenüber orientierten Aufmerksamkeit, wie sie zur traditionellen Frauenrolle gehören mag. – Dahinter stand bei Ida eine nahezu buddhistische Grundhaltung vom Werden und Vergehen, von der steten Metamorphose des Materiellen wie auch aller intellektuellen Erkenntnisse.“
Das Familiengrab Ida und Wolf Adolf August von Lüttichau auf dem Trinitatisfriedhof wurde im Jahr 2012 umfassend restauriert. Vorgesehen ist die Benennung einer Straße in der Dresdner Altstadt nach Ida von Lüttichau.